# Ornithion brunneicapillus
Ornithion brunneicapillus là một loài chim trong họ Tyrannidae.